# Mauricio Castillo
Mauricio Castillo Contreras (ur. 19 czerwca 1987 w San José) – kostarykański piłkarz grający na pozycji pomocnika. Od 2017 jest zawodnikiem klubu CS Cartaginés.

## Kariera klubowa
Swoją karierę piłkarską Castillo rozpoczął w klubie Deportivo Saprissa. W 2010 roku awansował do kadry pierwszej drużyny i 5 sierpnia 2010 zadebiutował w nim w kostarykańskiej Primera División w zremisowanym 0:0 domowym meczu z LD Alajuelense. W Deportivo występował przez rok.
W 2011 roku Castillo został zawodnikiem AD Belén, w którym zadebiutował 1 sierpnia 2011 w wygranym 3:0 domowym meczu z Santos de Guápiles. W Belén występował do końca sezonu 2011/2012.
W 2012 roku Castillo przeszedł do Deportivo Saprissa, a na początku 2013 roku podpisał kontrakt z CS Cartaginés. Swój debiut w Cartaginés zaliczył 13 stycznia 2013 w wygranym 3:0 domowym meczu z Limón FC.
| Sezon   | Klub               | Kraj      | Rozgrywki        | Mecze | Bramki |
| ------- | ------------------ | --------- | ---------------- | ----- | ------ |
| 2010/11 | Deportivo Saprissa | Kostaryka | Primera División | 20    | 0      |
| 2011/12 | AD Belén           | Kostaryka | Primera División | 32    | 5      |
| 2012/13 | Deportivo Saprissa | Kostaryka | Primera División | 5     | 0      |
| 2012/13 | CS Cartaginés      | Kostaryka | Primera División | 11    | 4      |
| 2013/14 | Deportivo Saprissa | Kostaryka | Primera División | 24    | 3      |

## Kariera reprezentacyjna
W reprezentacji Kostaryki Castillo zadebiutował 12 kwietnia 2012 roku w zremisowanym 1:1 towarzyskim meczu z Hondurasem. W 2013 roku dostał powołanie do kadry na Złoty Puchar CONCACAF 2013.